# 織田達勝
織田 達勝（おだ たつかつ/みちかつ）は、戦国時代の武将。室町幕府管領斯波氏の家臣。尾張国下四郡の守護代。官位は大和守。尾張清洲城主。

## 経歴
父は織田勝秀とも。
永正10年（1513年）、兄とされる先代の織田達定が尾張守護の斯波義達と争い、殺害された後（義達の遠江国遠征が原因とされる）、まもなく清洲織田氏（織田大和守家）の後継者として歴史の表舞台に登場する。清洲三奉行の補佐を受けるも、やがて、三奉行家の一つで家臣筋の「織田弾正忠家」当主である勝幡城主・織田信定が台頭するようになる。
永正13年（1516年）、妙興寺に寺領安堵の判物を出している。清州三奉行の連署による物である。享禄3年（1530年）、守護の斯波義統の代理として兵を率いて上洛したが、軍事目的ではなかったのでそのまま帰還した。この行動は織田氏一族の反発を招いてしまった。天文元年（1532年）頃には信定の後継者である「織田弾正忠家」当主の織田信秀と争い、達勝は同じ三奉行家の「織田藤左衛門家」と共に信秀と戦ったが、その後、和睦している。
没年については不詳であるが、永正年間後半から天文年間の後半まで存在が確認され、非常に長期間にわたり守護代の地位にあったと推測される。その後は達勝に代わり、信友が新たな守護代となった。
なお織田氏の出自については諸説あるが、永正15年（1518年）、達勝自身が亀井山円福寺に提示した制札に「藤原達勝」とあり、このことから少なくとも達勝自身は藤原氏を称していたと伝わる。

## 系譜
- 父：織田寛定または織田勝秀
- 母：不詳
- 妻：不詳
  - 女子：織田信秀正室 - 後に離縁
- 養子
  - 男子：織田信友